# Nuaras
Die Nuaras waren ein kleiner, zu den indigenen Völkern Südamerikas zählender Stamm, der
zur Zeit der Kolonisation Südamerikas durch die Konquistadoren die Ebenen von Xerez besiedelte. Das inzwischen ausgestorbene Volk geriet in die Gefangenschaft der portugiesischen Eroberer, die diese sodann versklavten.